# Hegyi Béla (újságíró)
Hegyi Béla (Marosvölgyi) (Budapest, 1937. július 5. –) magyar író, újságíró, szerkesztő, orvos, rendező, forgatókönyvíró.

## Életpályája
1956-ban érettségizett a budapesti Madách Imre Gimnáziumban. 1961–1968 között állatorvos és élelmiszer-higiénikus volt Miskolcon. 1962–1965 között az ELTE Bölcsészettudományi Kar hallgatója volt. 1963-ban állatorvosi oklevelet szerzett. 1965–1967 között az ELTE BTK esztétika szakán tanult. 1968-ban végzett a Marxizmus-Leninizmus Esti Egyetem filozófia szakát. 1968-ban az Új Ember munkatársa volt. 1968–1979 között a Vigilia segédszerkesztője, 1980–1984 között főszerkesztője volt, de 1984-ben eltávolították a szerkesztőségből. 1970-ben elvégezte a MÚOSZ Újságíró Iskolát. 1985–1989 között a Pallas Lapkiadó Vállalat könyvkiadójának osztályvezetője, majd irodalmi szerkesztője volt. 1989-től a Négy Évszak főszerkesztő-helyettese, majd felelős szerkesztője. 1991-ben a kormány rehabilitálta. 1991–1992 között a Pesti Hírlap munkatársa volt. 1992–1994 között az Esti Hírlap főszerkesztő-helyettese volt. 1995-ben nyugdíjba vonult. 1997-ben a Lyukasóra főszerkesztője volt.
Írásai kiterjednek az irodalomtörténet, a művelődéstörténet, a filozófia és a széppróza területére is.

## Magánélete
1968-ban házasságot kötött Klobusiczky Annával. Két gyermekük született: Rita (1971) és Tekla (1973).

## Művei
| - A dialógus sodrában (beszélgetések, 1978) - A magunk vallomásai (esszé, 1979) - Tegnap, ma, holnap (tanulmányok, 1980) - Hitek, választások (esszék, 1981) - Alkotó időszakok (esszékötet, 1982) - Jelenségek és példázatok (novellák, 1982) - Latinovits (1983) - Beszélgetni is nehéz (értekezés, 1985) - Párbeszédek tükre (riportok, szociográfiák, 1986) - Kimondva is kimondatlanul (esszék, 1986) - Hivatások, talentumok (esszé, 1987) - Távolsági beszélgetések (beszélgetések, 1989) - Ima és alkohol (regény, 1990) - Különböznünk szabad? (esszék, 1991) - Lélek az optikán (elbeszélés, 1993) - Várt és nem várt csodák (esszék, 1995) - Előre, hátra, fölfelé (esszék, 1996) - Kopasz a dombon (regény, 1997) - Utólag (versek, 2002) - Szélvitorla (esszé, 2004) - Titkolt szerepek (regény, 2006) - Léleküzenet (esszé, 2007) - Éhe a szeretetnek. Följegyzések a nyolcvanas évekből, 1982-1985; Hungarovox, Bp., 2008 - Tűréshatár (2008) - Zárójelentés a kor falára. Följegyzések az ezredforduló körül; Hegyi Béla, Bp., 2012 - Itt és most - Belső körben (1993-1995) | - Huszárik néni (1985) - A dialógus embere (1986) - Utóélet (1988) - Magyar gondolatok I.-XV. (1992-1998) - Üzenet az utókornak I.-XIV. (1993-1998) - 400 éves a székelyudvarhelyi gimnázium (1993) - Nem hallgat a mély - Szerencse se fent, se lent - Mért fusson az ártatlan? (1994) - Békesség, és minden jót! (1995) - Hatszázhatvanhat (1995) - Zarándokúton Gömörben (1996) - Kiáltás (1996) - A csodák valósága (1997) - Bulányi György (1998) - Sorok az emlékkönyvbe I.-III. (1999) - Barcsay Jenő - az ismerős ismeretlen - Barcsay után… - "Nemes fának lelke van…" - Egy bűvös élet - Szepes Mária - Magia Sacra (2000) - Egy élet varázsa - Szepes Mária (2000) - Szép város - Kolozsvár (2001) - "A közönség a tükröm…" (2004) - A színészléten túl… (2004) |

## Díjai, kitüntetései
- IRAT-nívójutalom (1991)
- A Magyar Köztársasági Érdemrend kiskeresztje (1996)
- Papp Árpád Búvópatak-díj (2012)[2]